# Beyond Rangoon (soundtrack)
Beyond Rangoon is de originele soundtrack van de gelijknamige film van John Boorman uit 1995. Het album werd gecomponeerd door Hans Zimmer en uitgebracht op 15 augustus 1995 door Milan Records.

## Achtergrond
De gebeurtenissen uit de film spelen zich af in het jaar 1988, waarin op 8 augustus door heel Myanmar verspreid studenten, met als epicentrum de toenmalige hoofdstad Rangoon, demonstraties begonnen tegen het regime van de BSPP (Burma Socialist Programme Party) van generaal Ne Win. Deze protesten, die de geschiedenis zijn ingegaan als 8888 Uprising, werden door andere groepen nagevolgd; hierbij vielen duizenden doden. Dat deze protestaangelegenheden in de film te zien zijn, heeft effect op het karakter van de muziek, voornamelijk op het vocale thema dat steeds terugkeert.
Zimmer maakte voor het neerzetten van de exotische sfeer van Zuidoost-Azië gebruik van allerhande soorten fluiten, percussie en ritmes die inherent zijn aan de regio, naast de hem gebruikelijke synthesizers.

## Tracklist
Alle muziek is geschreven door Hans Zimmer, behalve waar aangegeven.
1. "Waters of Irrawaddy" – 3:48
2. "Memories of the Dead" – 1:44
3. "I Dreamt I Woke Up" – 8:41 (met Nick Glennie-Smith)
4. "Freedom from Fear" – 1:06 (met Danny Troob)
5. "Brother Morphine" – 1:44
6. "Our Ways Will Part" – 7:11
7. "Village Under Siege" – 4:10
8. "Beyond Rangoon" – 10:11

## Bezetting
- Hans Zimmer – componist (geassisteerd door Marc Streitenfeld)
- Nick Glennie-Smith – co-componist (I Dreamt I Woke Up); dirigent; arrangeur
- Gavin Greenaway – arrangeur
- Fiachra Trench – arrangeur
- Richard Harvey - fluitist